# Progresión geométrica
Una progresión geométrica es una sucesión de números reales llamados términos, en la que cada término se obtiene multiplicando el término anterior por una constante denominada «razón» o «factor» de la progresión. Si se denota por {\displaystyle a_{n}} al término que ocupa la posición {\displaystyle n} de la sucesión, se puede obtener el valor de cualquier término a partir del primero ({\displaystyle a_{1}}) y de la razón ({\displaystyle r}) mediante la siguiente fórmula llamada término general:
{\displaystyle a_{n}=a_{1}\cdot r^{n-1}\,}

## Ejemplos de progresiones geométricas
- La progresión 5, 15, 45, 135, 405,...' es una progresión geométrica con razón {\displaystyle r=3}
- Las progresiones 1, 2, 4, 8, 16,... y  5, 10, 20, 40,... son geométricas con razón {\displaystyle r=2}.
- La progresión -3, 6, -12, 24, ... tiene razón {\displaystyle /r=-2}. Esta progresión es también una sucesión alternada.
- Otros ejemplos son: la paradoja de Aquiles y la tortuga, el problema del trigo y del tablero de ajedrez y la cantidad de movimientos de los anillos en la torres de Hanói.[1]

## Definición recursiva
Se llama   progresión geométrica una sucesión numérica ({\displaystyle b_{n}}) definida por las condiciones
{\displaystyle b_{n}=\left\{{\begin{array}{llcl}si&n=1&\longrightarrow &p\\si&n>1&\longrightarrow &b_{n-1}\cdot q\end{array}}\right.}
llamada ecuación recursiva de orden 1 ( {\displaystyle q\neq 0}),  {\displaystyle n=1,2,...} ({\displaystyle q} es la razón de la progresión geométrica)

## Monotonía
Una progresión geométrica es monótona creciente cuando cada término es mayor o igual que el anterior ({\displaystyle a_{n}\geq a_{n-1}}),  monótona decreciente cuando cada término es menor o igual que el anterior ({\displaystyle a_{n}\leq a_{n-1}}), constante cuando todos los términos son iguales ({\displaystyle a_{n}=a_{n-1}}) y alternada cuando cada término tiene signo distinto que el anterior (ocurre cuando {\displaystyle r<0}).
Monotonía en función del primer término, {\displaystyle a_{1}}, y de la razón, {\displaystyle r}:
| {\displaystyle a_{1}>0} | {\displaystyle r>1}   | creciente   |
| {\displaystyle a_{1}>0} | {\displaystyle 0<r<1} | decreciente |
| {\displaystyle a_{1}<0} | {\displaystyle r>1}   | decreciente |
| {\displaystyle a_{1}<0} | {\displaystyle 0<r<1} | creciente   |
|                         | {\displaystyle r=1}   | constante   |
|                         | {\displaystyle r<0}   | alternada   |

## Suma de términos de una progresión geométrica

### Suma de los n primeros términos de una progresión geométrica
Se denota por {\displaystyle S_{n}} a la suma de los {\displaystyle n} primeros términos consecutivos de una progresión geométrica:
{\displaystyle S_{n}=a_{1}+a_{2}+...+a_{n-1}+a_{n}}
Se puede calcular esta suma a partir del primer término {\displaystyle a_{1}} y de la razón {\displaystyle r} mediante la fórmula 
| {\displaystyle S_{n}=a_{1}\cdot {\frac {r^{n}-1}{r-1}}} |
| Sea {\displaystyle S_{n}=a_{1}+a_{2}+...+a_{n-1}+a_{n}} Se multiplican ambos miembros de la igualdad por la razón de la progresión {\displaystyle r}. {\displaystyle r\cdot S_{n}=r\cdot (a_{1}+a_{2}+...+a_{n-1}+a_{n})} {\displaystyle r\cdot S_{n}=r\cdot a_{1}+r\cdot a_{2}+...+r\cdot a_{n-1}+r\cdot a_{n}} puesto que {\displaystyle r\cdot a_{i}=a_{i+1}} {\displaystyle r\cdot S_{n}=a_{2}+a_{3}+...+a_{n}+a_{n+1}} Si se procede a restar de esta igualdad la primera: {\displaystyle r\cdot S_{n}-S_{n}=a_{n+1}-a_{1}} ya que todos los términos intermedios se cancelan mutuamente. Despejando {\displaystyle S_{n}}: {\displaystyle S_{n}={\frac {a_{n+1}-a_{1}}{r-1}}={\frac {a_{1}\cdot r^{n}-a_{1}}{r-1}}=a_{1}\cdot {\frac {r^{n}-1}{r-1}}} De esta manera se obtiene la suma de los {\displaystyle n} términos de una progresión geométrica cuando se conoce el primer y el último término de la misma. Si se quiere simplificar la fórmula, se puede expresar el término general de la progresión {\displaystyle a_{n}} como: {\displaystyle S_{n}={\frac {a_{1}\cdot r^{n}-a_{1}}{r-1}}=a_{1}\cdot {\frac {r^{n}-1}{r-1}}} que expresa la suma de {\displaystyle n} términos consecutivos de una progresión geométrica en función del primer término y de la razón de la progresión. |

Serie geométrica 1 + 1/2 + 1/4 + 1/8 + ... converge a 2.

Se puede generalizar el procedimiento anterior para obtener la suma de los términos consecutivos comprendidos entre dos elementos arbitrarios {\displaystyle a_{m}}y {\displaystyle a_{n}}(ambos incluidos):
{\displaystyle \sum _{k=m}^{n}a_{k}={\frac {r\cdot a_{n}-a_{m}}{r-1}}=a_{1}\cdot {\frac {(r^{n}-r^{m-1})}{r-1}}=a_{m}\cdot {\frac {(r^{n-m+1}-1)}{r-1}}}

### Suma de infinitos términos de una progresión geométrica
Si el valor absoluto de la razón es menor que la unidad {\displaystyle |r|<1}, la suma de los infinitos términos decrecientes de la progresión geométrica converge hacia un valor finito. En efecto, si {\displaystyle |r|<1}, {\displaystyle r^{\infty }} tiende hacia 0, de modo que simplemente se los puede simplificar y la razón que da como único término :
{\displaystyle S_{\infty }=a_{1}{\cfrac {r^{\infty }-1}{r-1}}=a_{1}\cdot {\cfrac {0-1}{r-1}}}
Finalmente, la suma de los infinitos términos de una progresión geométrica de razón inferior a la unidad es:
{\displaystyle S_{\infty }={\cfrac {a_{1}}{1-r}}}, {\displaystyle |r|<1}

### Caso notable
Un ejemplo de progresión geométrica aparece en el caso de una de las paradojas de Zenón: el reto de Aquiles y de la tortuga.

## Producto de los términos de losnprimeros
El producto de los {\displaystyle n} primeros términos de una progresión geométrica se puede obtener mediante la fórmula
{\displaystyle \prod _{i=1}^{n}a_{i}=\left({\sqrt {a_{1}\cdot a_{n}}}\right)^{n}} (si {\displaystyle a_{1},r>0}).
Dado que los logaritmos de los términos de una progresión geométrica de razón {\displaystyle r} (si {\displaystyle a_{1},r>0}), están en progresión aritmética de diferencia {\displaystyle \log r}, se tiene:
{\displaystyle \log(\prod _{i=1}^{n}a_{i})=\ \sum _{i=1}^{n}\log a_{i}=\ {\frac {(\log a_{1}+\log a_{n})n}{2}}=\ \log \left({\sqrt {a_{1}\cdot a_{n}}}\right)^{n}} .
y tomando antilogaritmos se obtiene la fórmula.